# ویزمن (آرکانزاس)
ویزمن (به انگلیسی: Wiseman) یک منطقهٔ مسکونی در ایالات متحده آمریکا است که در شهرستان ایزارد، آرکانزاس واقع شده‌است. ویزمن ۱۸۸٫۹۸ متر بالاتر از سطح دریا واقع شده‌است.